# الخطوط الجوية السودانية الرحلة 109
رحلة طيران الخطوط الجوية السودانية رقم 109، رحلة نقل ركاب ضمن خط النقل الدولي المنتظم عمان - دمشق - الخرطوم على طائرة إيرباص إيه 310، وقد تحطمت لدى هبوطها في مطار الخرطوم الدولي في 10 يونيو 2008 حوالي الساعة 17:00 حسب توقيت عالمي منسق، ما أسفر عن مقتل 30 من ركابها البالغ عددهم 214.

## الطائرة
The aircraft involved in the accident was an إيرباص إيه 310، رقم تسلسلي 548, تسجيل طائرة ST-ATN, that had its maiden flight on 23 August 1990 as F-WWCV. Equipped with a twin-برات آند ويتني بي دبليو 4000 powerplant, it was delivered new to الخطوط الجوية السنغافورية on 22 October 1990 and تسجيل طائرةed 9V-STU. Re-registered VT-EVF, it was delivered to طيران الهند on 10 March 2001. The aircraft was finally registered ST-ATN, and delivered to Sudan Airways on 1 December 2007. According to إيرباص, it had accumulated 52,000 flight hours and 21,000 cycles. The airframe was قالب:Age in years and days textual version old at the time of the accident.

## وصف الحادث
انطلقت الرحلة من عمّان، وكانت وجهتها النهائية الخرطوم، مع توقف مؤقت في دمشق. حالت عاصفة رملية وأمطار غزيرة دون هبوط الطائرة في الخرطوم، ما اضطرها إلى تحويل مسارها إلى بورتسودان. ثم سُمح للطائرة بالعودة إلى وجهتها الأصلية. هبطت الطائرة في مطار الخرطوم الساعة 17:26 بالتوقيت العالمي المنسق، لكنها لم تتمكن من التوقف داخل المنطقة المعبدة. بعد تجاوز الطائرة للمدرج وتوقفها على بُعد 215 مترًا (705 أقدام) من نهاية المدرج 36، اندلع حريق على الجانب الأيمن.:8 لم يكن من الممكن فتح المنزلقات الموجودة على الجانب الذي بدأت منه النيران، لذا قام الأشخاص الموجودون على متن الطائرة بإخلاء الطائرة باستخدام المنزلقات الموجودة على الجانب الأيسر.:9

## المسببات
كان سبب تجاوز المدرج هو مزيج من عدة عوامل، منها هبوط طويل، والمدرج المبلل، والهبوط بدون تشغيل الفرامل التلقائية، وعاكس دفع المحرك الذي تم إبطال تنشيطه.:39 وأشارت التقارير إلى وقوع عاصفة رملية كبيرة في الخرطوم في وقت سابق من ذلك اليوم أعقبها انخفاض الرؤية وأمطار غزيرة ورياح وقت وقوع الحادث. ما ساهم في توهج الهبوط الطويل هو أن الطاقم قد أُبلغ بشكل غير صحيح أن لديهم رياحًا خلفية مكونة من7-عقدة (13 كم/س؛ 8.1 ميل/س) للهبوط بينما كان لديهم في الواقع رياح خلفية مكونة من 15-عقدة (28 كم/س؛ 17 ميل/س) tailwind.:39

## Casualties
من بين ركاب الكاردينال وأفراد طاقم الكاردينال على متن الطائرة:8 ركاب وعضو واحد من الطاقم فقدوا حياتهم.:9 وكان العديد من الضحايا من الأطفال ذوي الإعاقة وكبار السن العائدين من العلاج في عمان.

### من المسافرين
عباس الفديني (Member of the المجلس التشريعي السوداني) was on board the flight and survived unscathed